# Heart and Souls
Heart and Souls é um filme estadunidense dos gêneros comédia e fantasia de 1993, dirigido por Ron Underwood para a Universal Pictures.

## Elenco
- Robert Downey, Jr....Thomas Reilly[1]
- Charles Grodin...Harrison Winslow[1]
- Alfre Woodard...Penny Washington[1]
- Kyra Sedgwick...Julia[1]
- Elisabeth Shue...Anne[1]
- Tom Sizemore...Milo Peck[1]
- David Paymer...Hal, motorista do ônibus[1]
- Eric Lloyd...Thomas Reilly aos 7 anos de idade
- Bill Calvert...Frank Reilly
- Lisa Lucas...Eva Reilly
- Richard Portnow...Max Marco
- B. B. King...Ele mesmo
- Wren T. Brown...Sgt.Barclay
- Kurtwood Smith (não creditado)...Patterson
- Chloe Webb (não creditado)...paciente do hospital psiquiátrico

## Sinopse
Em San Francisco, 1959, Penny Washington deixa seus três filhos pequenos para uma amiga enquanto vai trabalhar de telefonista no turno da noite; o cantor Harrison Winslow abandona uma apresentação por causa do seu "medo de palco"; a garçonete Julia vai atrás de seu namorado John depois de recusar uma proposta dele de casamento; e o ladrão Milo Peck sente remorsos ao ter roubado selos postais valiosos de um menino a mando de um milionário. Os quatro pegam o ônibus dirigido por Hal que se distrai e causa um acidente no qual todos morrem. Nesse mesmo instante nasce Thomas Reilly e, inexplicavelmente, os fantasmas dos quatro passageiros mortos percebem que ficaram ligados ao bebê e só ele consegue vê-los. Depois de 30 anos, os quatro reencontram o fantasma do motorista de ônibus e ele lhes conta a razão de terem ficado daquela maneira. E assim, eles pedem ajuda ao agora Thomas adulto e com muitos problemas, para resolverem coisas que deixaram pendentes em razão de terem morrido subitamente.

## Indicações a prêmios
- Saturn Award para melhor ator - Robert Downey, Jr.